# Angielski pacjent (film)

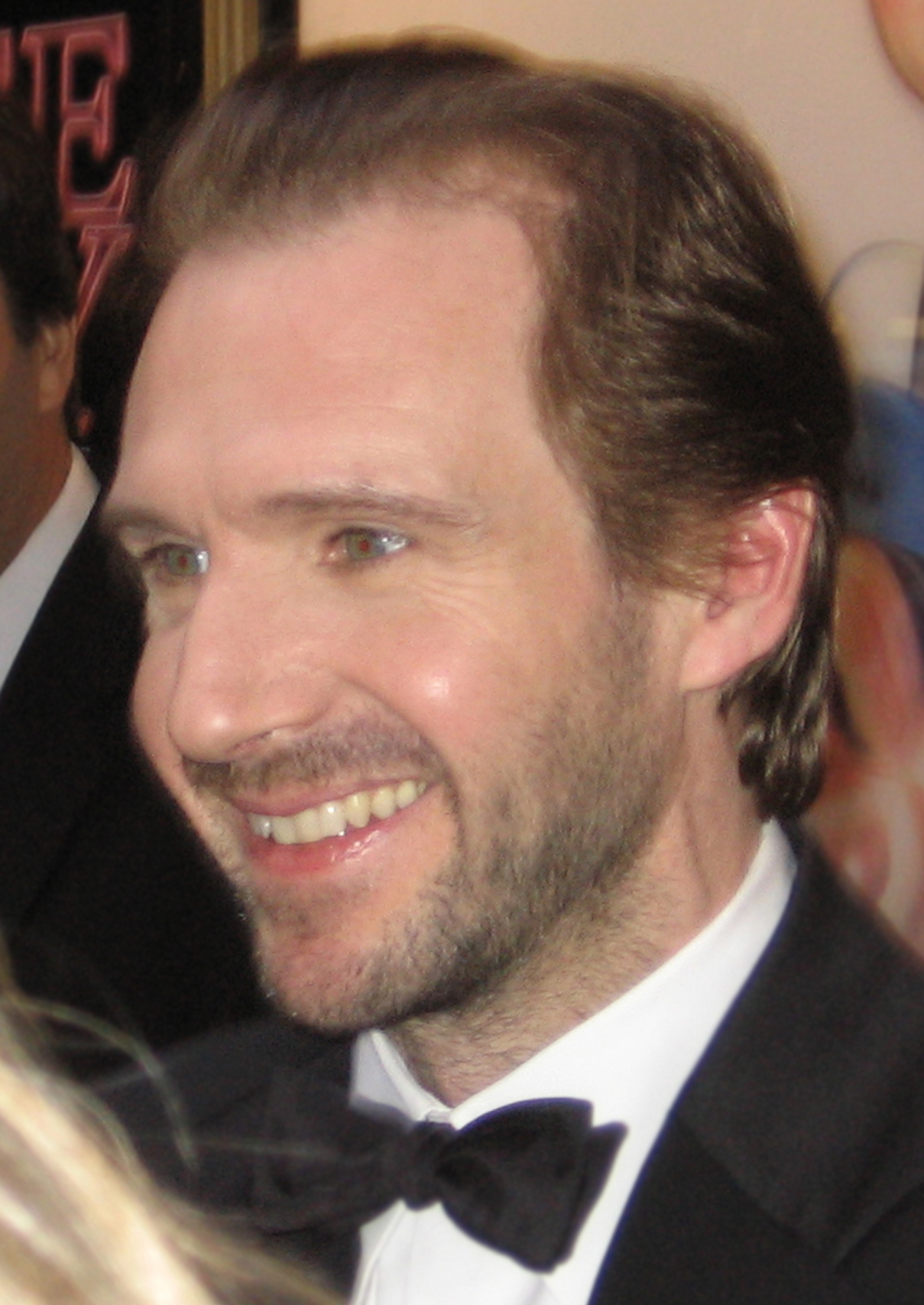
Ralph Fiennes – odtwórca tytułowej roli

Angielski pacjent (ang. The English Patient) – amerykańsko-brytyjski melodramat z 1996 roku w reżyserii Anthony’ego Minghelli. Ekranizacja powieści o tym samym tytule autorstwa kanadyjskiego pisarza Michaela Ondaatje.

## Obsada
- Ralph Fiennes jako hrabia László de Almásy
- Kristin Scott Thomas jako Katharine Clifton
- Juliette Binoche jako Hana
- Willem Dafoe jako David Caravaggio
- Naveen Andrews jako Kip
- Colin Firth jako Geoffrey Clifton
- Julian Wadham jako Madox
- Jürgen Prochnow jako major Muller
- Kevin Whately jako sierżant Hardy
- Clive Merrison jako Fenelon-Barnes
- Nino Castelnuovo jako D’Agostino
- Hichem Rostom jako Fouad
- Peter Rühring jako Bermann

## Produkcja
Zdjęcia kręcono w Tunezji (Tunis, Safakis, Al-Mahdijja, Tamaghza, Dakasz, pustynia koło Nafty, jezioro Wielki Szott, jaskinia koło Tauzar) oraz we Włoszech (Wenecja, Triest, Arezzo; Viareggio i Forte dei Marmi w prowincji Lukka; Ripafratta i Calambrone w prowincji Piza; Pienza i Montepulciano w prowincji Siena).

## Nagrody
Oscary 1997:
- najlepszy film (Saul Zaentz)
- najlepsza aktorka drugoplanowa (Juliette Binoche)
- najlepszy reżyser (Anthony Minghella)
- najlepsza muzyka oryginalna do dramatu (Gabriel Yared)
- najlepsza scenografia (Stephenie McMillan, Stuart Craig)
- najlepsze kostiumy (Ann Roth)
- najlepsze zdjęcia (John Seale)
- najlepszy dźwięk (Christopher Newman, David Parker, Mark Berger, Walter Murch)
- najlepszy montaż (Walter Murch)

Złote Globy 1997:
- najlepszy dramat
- najlepsza muzyka (Gabriel Yared)

Berlinale 1997:
- najlepsza aktorka (Juliette Binoche)

BAFTA 1997:
- najlepszy film (Anthony Minghella, Saul Zaentz)
- nagroda im. Anthony’ego Asquitha za najlepszą muzykę filmową (Gabriel Yared)
- najlepsza aktorka drugoplanowa (Juliette Binoche)
- najlepsze zdjęcia (John Seale)
- najlepszy montaż (Walter Murch)
- najlepszy scenariusz adaptowany (Anthony Minghella)

Europejska Akademia Filmowa 1997:
- najlepsza europejska aktorka roku (Juliette Binoche)
- najlepszy europejski operator roku (John Seale)

Grammy 1998:
- najlepsza kompozycja instrumentalna napisana dla filmu kinowego lub na potrzeby telewizji (Gabriel Yared)

Amerykańska Gildia Producentów Filmowych 1997:
- najlepszy producent (Saul Zaentz)
- nagroda Kodak Vision honorująca wyobraźnię oraz osiągnięcia artystyczne - kinowa

Amerykańska Gildia Reżyserów Filmowych 1997:
- najlepsze osiągnięcie reżyserskie w filmie fabularnym (Anthony Minghella)

Amerykańska Gildia Scenografów 1997:
- najlepsza scenografia w filmie (Aurelio Crugnola, Stuart Craig)

Amerykańskie Stowarzyszenie Montażystów 1997:
- najlepszy montaż filmu fabularnego (Walter Murch)

Amerykańskie Stowarzyszenie Operatorów Filmowych 1997:
- najlepsze zdjęcia do filmu fabularnego (John Seale)

Bostońskie Stowarzyszenie Krytyków Filmowych 1997:
- najlepsze zdjęcia (John Seale)

Satelity 1997:
- najlepsza muzyka (Gabriel Yared)
- najlepsze zdjęcia (John Seale)
- najlepszy scenariusz adaptowany (Anthony Minghella)

Stowarzyszenie Krytyków Filmowych z Los Angeles 1996:
- najlepsze zdjęcia (John Seale)